# مايك كلارك (لاعب هوكي الجليد)
مايك كلارك (بالإنجليزية: Mike Clarke)‏ هو لاعب هوكي الجليد أمريكي، ولد في 12 أغسطس 1953 في Didsbury, Alberta ‏ في كندا.

## وصلات خارجية
- مايك كلارك على موقع دوري الهوكي الوطني (الإنجليزية)
- مايك كلارك على موقع EliteProspects.com (الإنجليزية)
- مايك كلارك على موقع HockeyDB.com (الإنجليزية)